# Lương Sơn Bá – Chúc Anh Đài (phim truyền hình 2007)
Lương Sơn Bá – Chúc Anh Đài (tiếng Trung: 梁山伯与祝英台, tiếng Anh: Butterfly Lovers) là một bộ phim truyền hình Trung Quốc do Đài GZTV sản xuất và phát hành vào năm 2007 dựa theo Truyền thuyết cùng tên có thật của dân gian xưa Trung Quốc. Bộ phim có sự tham gia của Hà Nhuận Đông vai Lương Sơn Bá và Đổng Khiết vai Chúc Anh Đài, phim từng phát sóng trên kênh VTV3 vào năm 2007 và kênh VTV2 vào năm 2012. 

## Tóm tắt nội dung
Triều đại Đông Tấn, Chúc gia trang ở Thượng Ngu, Chiết Giang có cửu tiểu thư Chúc Anh Đài (do Đổng Khiết đóng), là hòn ngọc trong tay của Chúc viên ngoại. Nàng xinh đẹp thông minh, từ nhỏ đã theo các anh học tập thơ văn. Chúc Anh Đài ham học đã thuyết phục cha mẹ cho mình cải nam trang để đến học tại một ngôi trường ở Hàng Châu tên là Nghi Sơn. Trên đường, tình cờ gặp gỡ thư sinh Lương Sơn Bá (do Hà Nhuận Đông đóng), từ Cối Kê cùng tỉnh cũng đến Nghi Sơn học tập. Hai người tỏ ra tâm đầu ý hợp bèn kết nghĩa kim bằng. Trong ba năm cùng học, trải qua đủ vui buồn và không ít những gian nan thử thách, họ thân thiết với nhau như hình với bóng. Anh Đài yêu Sơn Bá, nhưng Sơn Bá vì không nhận ra nàng là phận nữ nhi, nên trong lòng chỉ có tình anh em. Chúc phu nhân biết chuyện Anh Đài có tình cảm với Sơn Bá, cho đưa thư nhà tới, buộc Anh Đài rời trường sớm. Trên đường đưa tiễn, Anh Đài không ngừng mượn sự vật xung quanh để ám chỉ tình cảm của mình, nhưng Sơn Bá chất phác, mộc mạc đã không hiểu ý cô. Anh Đài bất lực, bèn nói dối sẽ mai mối cho Sơn Bá người em gái sinh đôi "cửu muội" của mình (thực chất chính là nàng) và trao tín vật cho vợ của thầy hiệu trưởng nhờ bà làm bà mai mối cho mình và Sơn Bá. Anh Đài về nhà, Chúc phu nhân một mực phản đối tình cảm của nàng với Sơn Bá, và có ý muốn gả con gái cho Mã Văn Tài (do Trần Quán Lâm thủ vai), con trai thái thú Hàng Châu, bạn học cũ của Anh Đài ở trường Nghi Sơn, người cũng đã bỏ học về nhà để âm mưu hỏi cưới Chúc Anh Đài. Mã Văn Tài đã sớm biết Anh Đài là nữ vào năm cuối khóa học, có tình cảm với nàng và khi còn ở Nghi Sơn đã nhiều lần ý định chia rẽ Anh Đài và Sơn Bá. Sơn Bá chưa học hết ba năm, nhưng được thừa tướng Tạ An tin tưởng giao trọng trách làm quan tri huyện huyện Mậu gần huyện Thượng Ngu của Chúc gia trang. Sau khi Anh Đài đi, Sơn Bá về quê thăm mẹ. Bà mẹ đọc bài thơ của Anh Đài gửi cho Sơn Bá (trước đó đã vô tình lọt vào tay Mã Văn Tài, bị đem ra để khiêu khích Sơn Bá), phát hiện thân phận nữ nhi và tình cảm thực của Anh Đài. Sơn Bá hiểu ra, vội vã đến Chúc gia trang tìm gặp và trao vật tín ước, hai người thề nguyện trọn đời bên nhau trước bàn thờ Nguyệt lão. Tạm biệt Anh Đài, Sơn Bá lên đường đến huyện Mậu nhậm chức tri huyện. Đây là nơi nạn đói trầm kha. Sơn Bá cùng nhân dân vượt qua, và thực hiện trị thủy. Anh Đài bí mật giúp đỡ Sơn Bá, sau còn trốn nhà đến huyện Mậu để góp một tay giúp Sơn Bá yên dân. Thượng Ngu gặp phải đạo tặc, Sơn Bá dùng trí để thuyết phục thủ lĩnh đầu hàng. Chúc phu nhân biết Sơn Bá là người tốt, đồng ý cho đôi lứa thành thân. Nhưng Mã gia đến gây áp lực, Chúc phu nhân buộc phải thuận theo, hứa gả Anh Đài cho Mã Văn Tài. Anh Đài vì gia đình mà phải chấp thuận hôn ước, từ hôn với Sơn Bá. Sơn Bá không chịu nổi chấn động, bệnh cũ tái phát và càng nặng hơn, rồi qua đời. Trai tài gái sắc, tưởng đâu tình yêu sẽ mỹ mãn, nào ngờ nay thành ảo tưởng, hai người chia tay trong nước mắt. Trong ngày thành hôn, Chúc Anh Đài yêu cầu Mã Văn Tài ba điều kiện, thứ nhất: chú rể không được chạm cô dâu, thứ hai: phải treo lồng đèn trắng trước kiệu hoa để tưởng nhớ Lương Sơn Bá, thứ ba: khi đi ngang qua nơi chôn cất Lương Sơn Bá, phải cho nàng dừng kiệu hoa trước mộ của Lương Sơn Bá để cúng tế. Mã Văn Tài vờ chấp thuận, nhưng sau lại cho kiệu hoa đi theo đường sông. Dường như thấu hiểu nỗi đau thương trong lòng nàng, bất chợt một trận cuồng phong nổi lên, đẩy thuyền trôi ngược về phía gò Cửu Long nơi an táng Sơn Bá. Anh Đài xuống thuyền, chạy đến bên mộ, lấy máu viết tên mình lên bia đá. Mã Văn Tài đuổi theo thì sấm chớp nổi lên ngăn cản. Sét đánh trúng đỉnh mộ, ngôi mộ mở ra, Anh Đài bước vào. Mộ đóng, gió ngừng, mưa tạnh, Lương - Chúc hóa thành đôi bướm bay lượn trong nhân gian mãi mãi. Thị nữ thân thiết của Chúc Anh Đài nhìn đôi bướm bay đi, mỉm cười vui mừng cho hạnh phúc của cô chủ.

## Diễn viên

### Diễn viên chính
- Hà Nhuận Đông vai Lương Sơn Bá
- Đổng Khiết vai Chúc Anh Đài
- Trần Quán Lâm vai Mã Văn Tài

### Diễn viên phụ
- Lưu Phương (Liu Fang) vai Lương Phu nhân (mẹ Lương Sơn Bá)
- Ổ Thiến Thiến vai Chúc Phu nhân (mẹ Chúc Anh Đài)
- Nhạc Dược Lợi vai Chúc Viên ngoại (cha Chúc Anh Đài)
- Vạn Hồng Kiệt (Wan Hong-Jie) vai Chúc Anh Tề (sư huynh Chúc Anh Đài)
- Khương Hồng vai Hoàng Lương Ngọc / Ngọc Vô Hà
- Quách Quân (Guo Jun) vai Mã Thái thú (cha Mã Văn Tài)
- Tạ Nguyên Chân (Xie Yuan-Zhen) vai Ngân Tâm
- Trần Thành (Chen Cheng) vai Tứ Cửu

### Diễn viên khác
- Khúc Hân (William Qu Xin) vai Tuân Cự Bá
- Lâm Giang Quốc vai Tần Kinh Sinh
- Trương Thiên Kỳ (Zhang Tian-Qi) vai Vương Lam Điền
- Khấu Chấn Hải vai Vương Thế Ngọc (hiệu trưởng)
- Xa Vĩnh Lợi vai Sư mẫu (vợ Vương Thế Ngọc)
- Trần Chi Yến (Cici Chen Zhi-Yan) vai Vương Lan
- Minh Huệ (Ming Hui) vai Vương Huệ
- Giả Chiêu Cơ (Jia Zhao-Ji) vai Trần Tử Quân (Trần phu tử)
- Triển Tiểu Nam (Zhan Xiao-Nan) vai Tạ Đạo Uẩn
- Nhậm Trọng vai Vương Ninh Chi
- Vương Bình vai Vương Trác Nghiên
- Vương Toàn Hữu (Wang Quan-You) vai Đào Uyên Minh
- Thái Hân Dao (Cai Xin-Yao) vai Cố Tân Liên
- Vương Long Chính (Wang Long-Zheng) vai Tô An
- Cao Tử Phương (Gao Zi-Fang) vai Dì Tô (mẹ Tô An)

## Sản xuất
Trước khi phim bấm máy, đã có không ít những bộ phim cùng đề tài về Lương Sơn Bá - Chúc Anh Đài, trong đó có các bản phim năm 1994 của đạo diễn Từ Khắc (hai vai chính là Ngô Kỳ Long - Dương Thái Ni), bản phim năm 1999 của Đài Loan (hai vai chính là Giả Tịnh Văn- Triệu Kinh) và bản phim năm 2001 của đạo diễn Từ Tiến Lương (hai vai chính La Chí Tường - Lương Tiểu Băng). Với kinh phí 24 triệu Nhân dân tệ (tương đương khoảng 48 tỷ đồng), nhà sản xuất Tào Hằng cho biết về bộ phim, “Mọi người quá quen với nội dung, coi như Romeo và Juliett phương Đông, vì thế không thể hài kịch hóa một bản tình ca mang tính bi kịch được, phải tôn trọng cốt truyện như một chứng tích của văn hóa phi vật thể”. Bản phim lần này cũng khác với các bản trước ở việc xây dựng nhân vật Mã Văn Tài nửa chính nửa tà và nhiều ưu điểm hơn cả nhân vật chính Lương Sơn Bá. Khi quyết định bấm máy diễn ra ngay sau khi Bộ phát thanh và Truyền hình Trung Quốc có chính sách hạn chế phim cổ trang, bà Hằng tự tin, "Đó là một chính sách đúng, kích thích những phim cổ trang có chất lượng”.
Trước khi thủ vai Lương Sơn Bá, Hà Nhuận Đông từng tuyên bố ngừng đóng thêm phim cổ trang, nhưng đã thay đổi quyết định vì mẹ anh là người rất yêu thích câu chuyện này, và chính anh cũng từng tham gia một bản phim của đạo diễn Từ Khắc cách đây hơn 10 năm. Khác với các vai võ thuật trước, Hà nói về vai diễn thư sinh lần này, "“Đột ngột đổi phong cách là không dễ, nhưng tôi nghĩ mình hợp với kiểu vai này hơn. Vì tôi từng học mỹ thuật, cũng thích yên tĩnh”. Nữ diễn viên Đổng Khiết, người thủ vai Chúc Anh Đài, cũng nêu suy nghĩ về vai diễn, "Khác với hình tượng trong sáng, ít nói, dịu dàng, u nhã của nhân vật Chúc Anh Đài trong các phiên bản phim điện ảnh, phim truyền hình sản xuất từ mấy năm trước, trong bản truyền hình mới Tân Lương Sơn Bá – Chúc Anh Đài, nhân vật Chúc Anh Đài của tôi rất oai phong, lém lỉnh và cũng cực kỳ dễ thương". Cô cũng cho biết vì quá nhập tâm vào nhân vật và ấn tượng về nét bi ai của cuộc tình trong phim, cô cũng đã nhiều lần rơi lệ.
Quá trình quay phim cũng có một vài sự cố dở khóc dở cười. Trong một cảnh quay Lương Sơn Bá xuống vực sâu tìm Chúc Anh Đài, diễn viên Hà Nhuận Đông đã chuẩn bị nhảy xuống vực theo lệnh của đạo diễn, nhưng anh đã hét toáng lên vì quên buộc dây bảo hiểm. Với chiều cao 1m86, Hà Nhuận Đông trở thành nam diễn viên đóng Lương Sơn Bá cao nhất từ trước tới nay, trong khi Đổng Khiết thủ vai Chúc Anh Đài chỉ cao có 1m62. Để khỏa lấp sự chênh lệch chiều cao này, ở những cảnh hai nhân vật chính không hành động quá nhiều, các nhân viên đạo cụ đã thiết kế riêng cho Đổng Khiết một băng ghế gỗ nhỏ. Phim do Trần Tuấn Lương đạo diễn và Anh Tuấn viết kịch bản, còn bộ ba Minh Văn-Anh Châu-Sĩ Văn phụ trách kĩ thuật quay phim.

## Phát sóng quốc tế
| Quốc gia | Nhan đề phim                | Ngày phát sóng                | Kênh truyền hình |
| -------- | --------------------------- | ----------------------------- | ---------------- |
| Việt Nam | Lương Sơn Bá — Chúc Anh Đài | ngày 7 tháng 12 năm 2007      | VTV3             |
| Việt Nam | Lương Sơn Bá — Chúc Anh Đài | 18h, ngày 5 tháng 12 năm 2013 | VTV2             |

## Nhạc phim
Nhạc chủ đề của bộ phim Lương Sơn Bá - Chúc Anh Đài được mua bản quyền từ phim điện ảnh Lương - Chúc nổi tiếng, dựa trên sự kết hợp giữa Đàn tranh và Đàn Violon, trong đó nhạc dạo của bộ phim mang tên “Phương xa” do Hồng Bố Điều và Lý Duyệt Quân trình bày còn nhạc kết cuối phim mang tên “Song phi” do Hà Nhuận Đông thể hiện.